# ليان أوغستين
ليان أوغستين (بالألمانية: Liane Augustin )‏ (و. 1927 – 1978 م) هي ممثلة، ومغنية من ألمانيا، والنمسا، ولدت في برلين، شاركت في مسابقة الأغنية الأوروبية 1958، بدأت مشوارها المهني سنة 1946، توفيت في فيينا، عن عمر يناهز 51 عاماً.

## وصلات خارجية
- ليان أوغستين على موقع IMDb (الإنجليزية)
- ليان أوغستين على موقع ميوزك برينز (الإنجليزية)
- ليان أوغستين على موقع أول ميوزيك (الإنجليزية)
- ليان أوغستين على موقع ديسكوغز (الإنجليزية)
- ليان أوغستين على موقع قاعدة بيانات الفيلم (الإنجليزية)
- ليان أوغستين على موقع كينوبويسك (الروسية)

- ليان أوغستين في قاعدة بيانات الأفلام على الإنترنت